# 岸本鮎佳
岸本 鮎佳（きしもと あゆか、1984年3月22日 - ）は、日本の劇作家、脚本家、演出家、女優。女性。
神奈川県出身。演劇ユニット「艶∞ポリス」主宰。所属事務所はBLUE LABEL（MMJ）。

## 略歴
2013年に演劇ユニット「艶∞ポリス」を旗揚げ。以降、すべての作品で、脚本、演出、出演。 外部舞台での演出、広告媒体への脚本提供など、幅広く活動する。

## 主な作品

### 舞台
- 岸本鮎佳×井上晴賀 二人芝居「地上に上がれない女たち」（2011年、中野ワニズホール）脚本・演出
- 劇２６・２５団「バンザイ」（2011年、下北沢駅前劇場）出演
- TABACCHI #5「ブロック」（2012年、恵比寿 site）脚本・演出
- 岸本鮎佳×井上晴賀 二人芝居「嗚呼、わが町のファミリーレストラン」（2012年、サラヴァ東京）脚本・演出
- 西丸優子＆河野直樹　二人芝居ユニット　ナシュラン家「芝居も真面目にやって来たからよ！ね！」（2013年、新宿LEFKADA）脚本・演出
- 艶∞ポリス第一回公演「美人懺悔」（2013年、仙行寺 本堂）作・演出 ・出演
- smokers「フェアリーノーツ」（2013年、中野momo）出演
- smokers「スマイール」（2013年、中野ザ・ポケット）出演
- 山口奈緒子企画公演「王さまの悲劇」（2014年、下北沢OFFOFFシアター）出演
- 艶∞ポリス第四回公演「嘘でしょ。」（2015年、北沢OFFOFFシアター）作・演出 ・出演
- 殿様ランチ　行春の公演２０１５「ねずみのよる」（2015年、下北沢駅前劇場）出演
- 艶∞ポリス第五回公演「全然合わない」（2016年、下北沢OFFOFFシアター）作・演出 ・出演
- 艶∞ポリス第六回公演「だせぇ」（2016年、下北沢駅前劇場）作・演出 ・出演
- 艶∞ポリスの休日「独身やし、孤独やし、怖いやん！」（2017年、SARAVAH東京）構成・演出・出演
- 艶∞ポリス第七回公演「個性が強すぎるのかもしれない」（2017年、下北沢・駅前劇場）構成・演出・出演
- 艶∞ポリス第八回公演「ハッピーママ、現る。」（2017年、下北沢・駅前劇場）構成・演出・出演
- 艶∞ポリスの休日「それ以上の何がある？」（2018年、下北沢ギャラリー）構成・演出・出演
- 艶∞ポリス　第九回公演 「顔!!!」 （2018年、下北沢・駅前劇場）脚本・演出・出演
- 「上にいきたくないデパート」（2019年、三越劇場）脚本・演出・出演
- 「トレンディは突然に」（2023年7月、シアターサンモール）脚本[2]
- 舞台「いいね!光源氏くん」（2023年8月、三越劇場）脚本[3]
- 艶∞ポリス番外公演「それでは登場して頂きましょう」（2024年9月、ニュー・サンナイ）作・演出・出演[4]
- 艶∞ナイトポリス「またしても角刈りのカリスマ 〜美容院で観る演劇〜」（2024年10月、SORA学芸大学店）作・演出・出演[5]
- 村川絵梨企画 艶∞ポリス番外公演「またしても登場して頂きましょう」（2025年8月〈予定〉、ニュー・サンナイ）作・演出・出演[6]

### ドラマ
- フジテレビ「Love or Not」（2017年）脚本
- 関西テレビ「健康で文化的な最低限度の生活」（2018年）脚本[7]
- テレビ朝日「私のおじさん〜WATAOJI〜」（2019年）脚本[8]
- TOKYO MX「劇団スフィア・血塗られたブラジャー」（2019年）脚本・監督
- 読売テレビ「LINEの答えあわせ〜男と女の勘違い〜」（2020年）脚本
- テレビ朝日「年下彼氏」（2020年）脚本
- ドラマParavi「だから私はメイクする」　(2020年)　監督
- TELASA「主夫メゾン」（2021年）脚本[9]
- テレビ大阪「買われた男」（2024年）脚本
- テレビ東京「夫の家庭を壊すまで」（2024年）脚本
- BSテレビ東京「バツコイ」（2024年）脚本
- 朝日放送テレビ「年下彼氏2」（2024年）脚本
- テレビ東京「今夜は…純烈」（2025年）脚本
- テレビ東京「ディアマイベイビー〜私があなたを支配するまで〜（2025年）脚本
- ひとりでしにたい（2025年6月21日 - 8月2日、NHK総合）- 松岡陽子 役[10]